# Wassili Andrejewitsch Tropinin

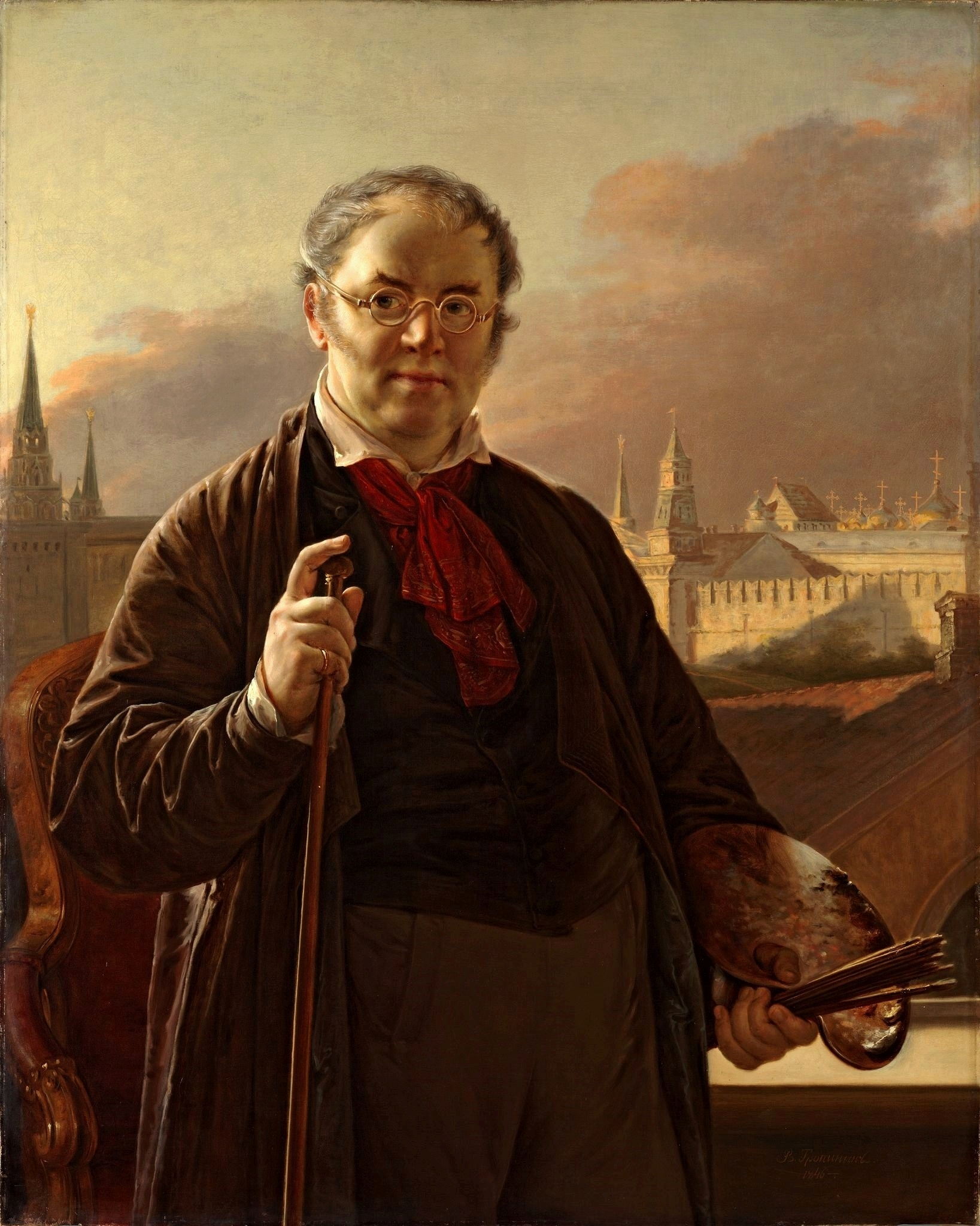
Selbstporträt

Wassili Andrejewitsch Tropinin (russisch Василий Андреевич Тропинин, wiss. Transliteration Vasilij Andreevič Tropinin; * 19. Märzjul. / 30. März 1776greg. im Gouvernement Nowgorod; † 3. Maijul. / 15. Mai 1857greg. in Moskau) war ein russischer Maler, der mit Porträtmalerei bekannt wurde.

## Leben
Tropinin wuchs als Sohn eines Leibeigenen auf. Etwa 1798 wurde er nach Sankt Petersburg gesandt, um bei einem Konditor in die Lehre zu gehen. Er bildete jedoch nach einiger Zeit seine zeichnerische Begabung an der Petersburger Kunstakademie unter der Leitung von S. S. Schtschukin weiter aus. 1804 wurde er von seinem Gutsherren jedoch wieder zurückbeordert; ihm wurde befohlen, in die Ukraine zu reisen. Bis 1821 lebte er hauptsächlich in der Ukraine, im Dorf Kukawka (heute Rajon Mohyliw-Podilskyj). In dieser Zeit entstanden viele Naturgemälde und Porträts. Später übersiedelte er nach Moskau.
1823 erhielt er im Alter von 47 Jahren seine Freiheit aus der Leibeigenschaft. Im selben Jahr stellte er dem Rat der Petersburger Kunstakademie sein Gemälde Die Spitzenklöpplerin (Кружевница) sowie das Künstlerporträt Jegor Ossipowitsch Skotnikow vor und wurde zum Ernannten Künstler berufen. Im Jahr 1824 wurde er für sein Porträt Karl Alexandrowitsch Leberecht zum Akademiker ernannt.
Ab 1833 unterrichtete er an der Moskauer Hochschule für Malerei, Bildhauerei und Architektur. Zehn Jahre später wurde er zum Ehrenmitglied der Moskauer Künstlergesellschaft gewählt. Er verstarb im Alter von 81 Jahren in Moskau.
Wassili Tropinin machte sich vor allem als Porträtmaler einen Namen. Alles in allem schuf er mehr als 3000 Gemälde, unter anderen von vielen Persönlichkeiten der Zeitgeschichte seiner Zeit, vorrangig von Künstlern verschiedener Genres. Daneben galt das Hauptaugenmerk seines Schaffens der Darstellung des Lebens des einfachen Volkes.

## Werke (Auswahl)
- Porträt des Graveurs N. I. Utkin (Портрет гравёра  Н . И. Уткина)
- Porträt des Bildhauers I. P. Witali (Портрет скульптора И. П. Витали)
- Porträt des Aquarellmalers P. F. Sokolow (Портрет акварелиста  П. Ф. Соколова)
- Porträt des Schauspielers P. S Motschalow (Портрет актёра  П. С. Мочалова)
- Porträt des Dramaturgen A. W. Suchowo-Kobylin (Портрет драматурга А. В. Сухово-Кобылина)
- Die Spitzenklöpplerin (Кружевница)
- Der alte Bauer (Старик крестьянин)
- Postkutscher, mit der Peitsche hantierend (Ямщик, опирающийся на кнутовище)
- Der Pilger (Странник)
- Selbstporträt mit dem Kreml im Hintergrund (Автопортрет на фоне Кремля)

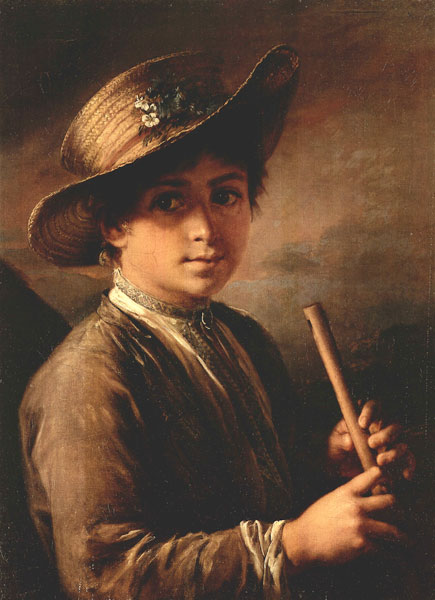
Junge mit Flöte (1810)
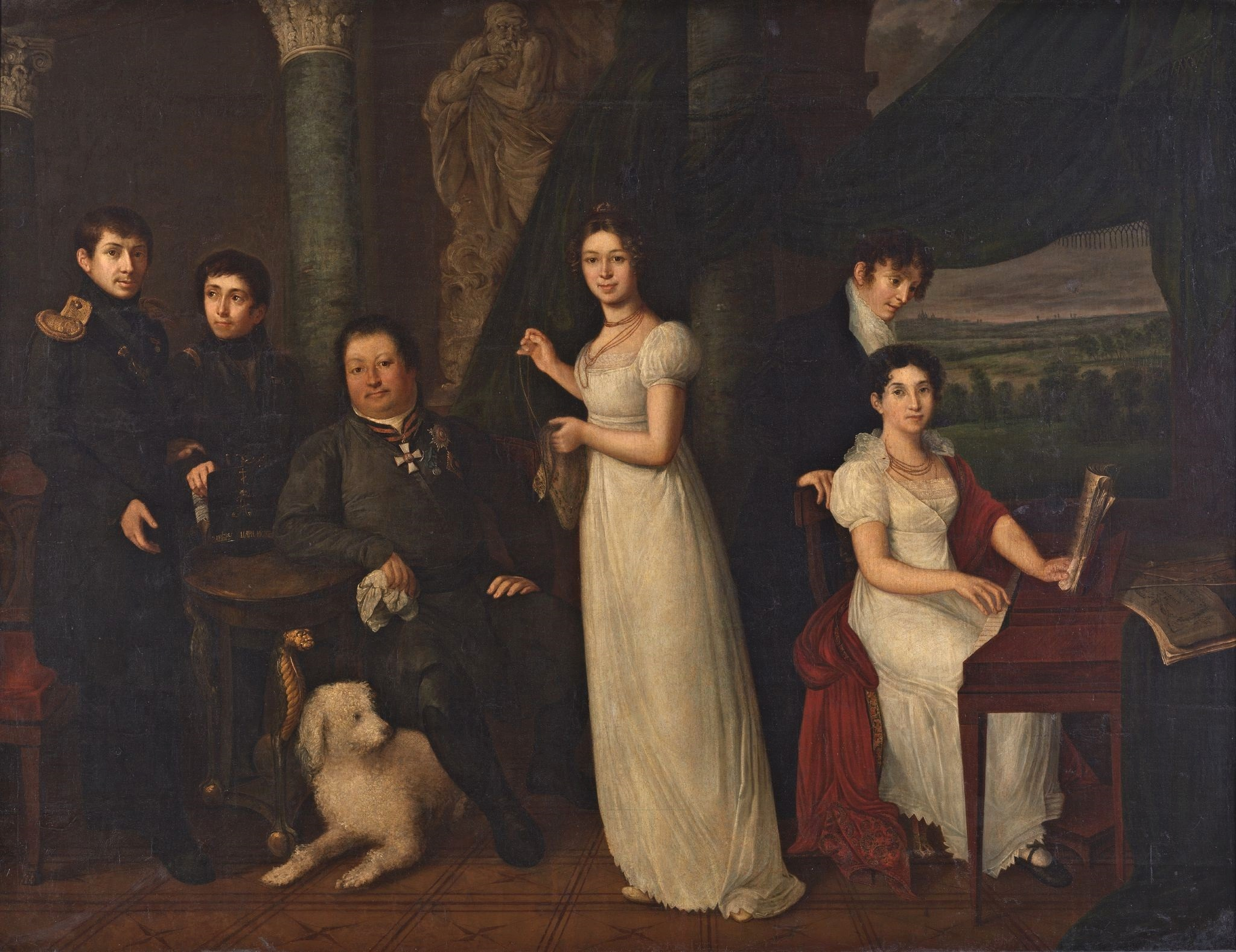
Familienbild der Grafen Morkow (1815)
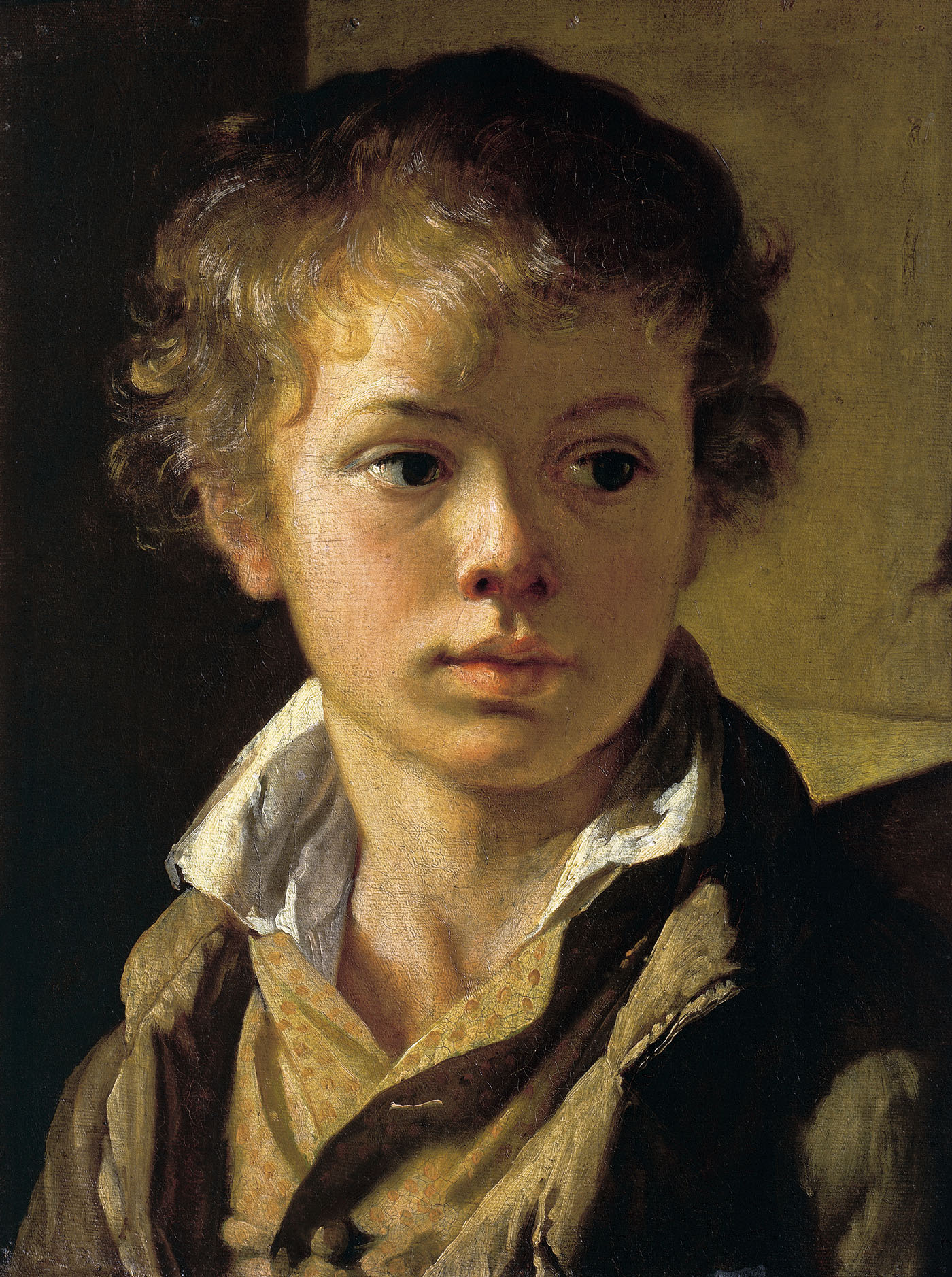
Porträt Arseny Tropinin, Sohn des Künstlers (1818)
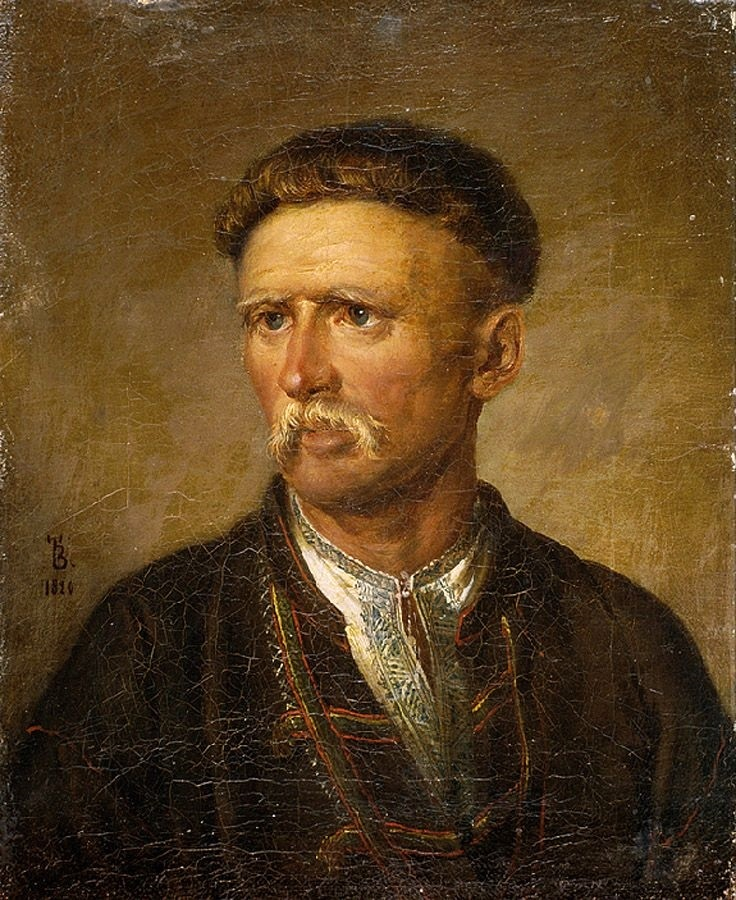
Ustym Karmaljuk (1820)
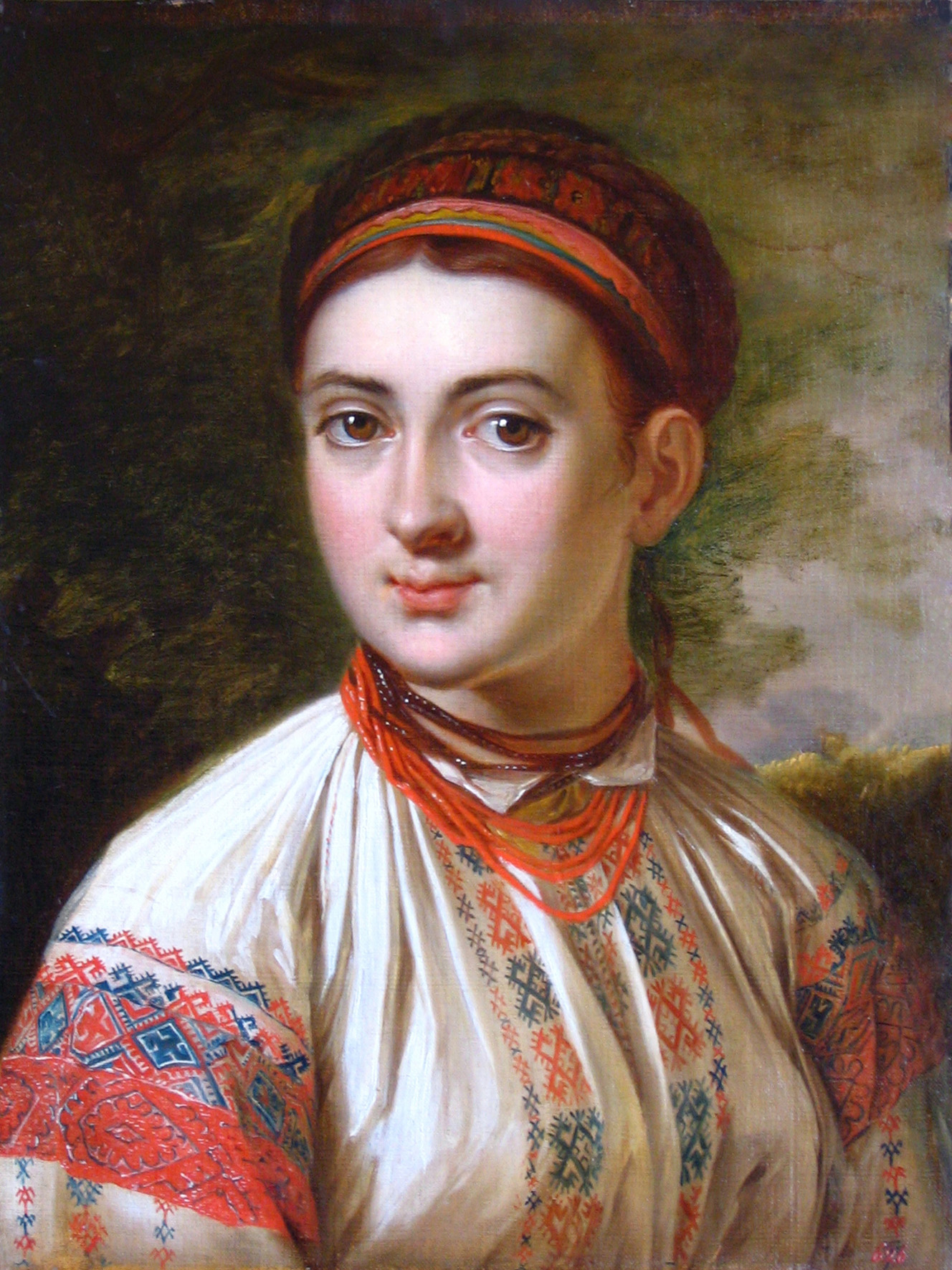
Ukrainerin aus Podolien (1821)
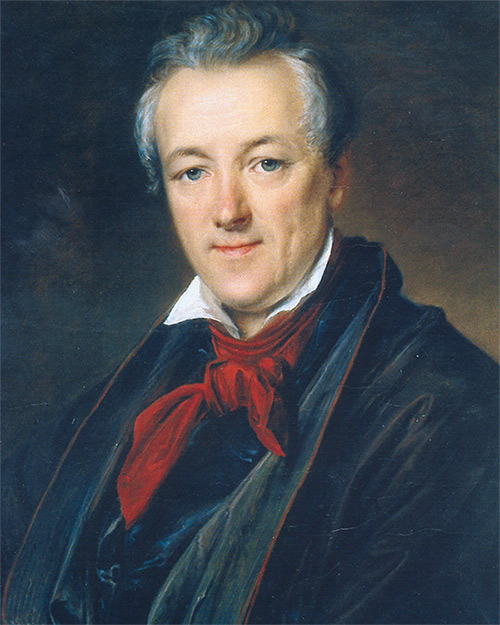
Porträt des Aquarellmalers P. F. Sokolow (1833)
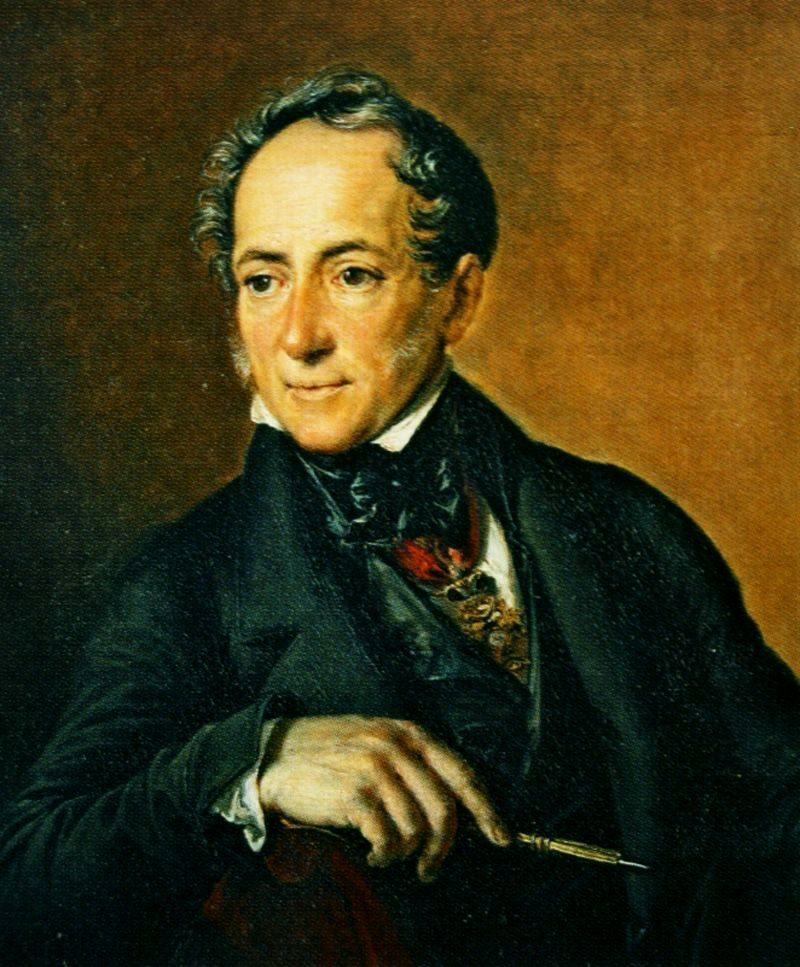
Porträt des Graveurs N. I. Utkin (vor 1848)
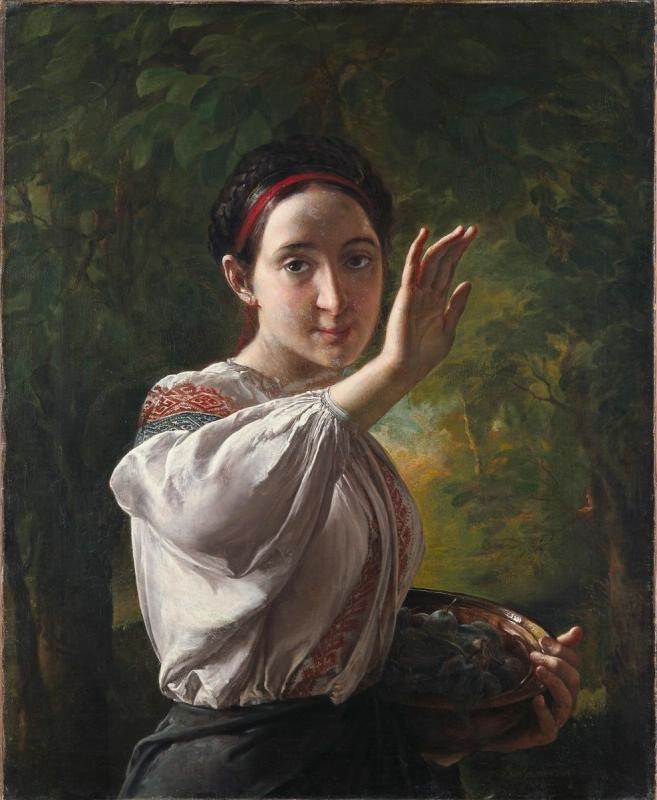
Mädchen mit Zwetschgen (1848)